# Art jésuite

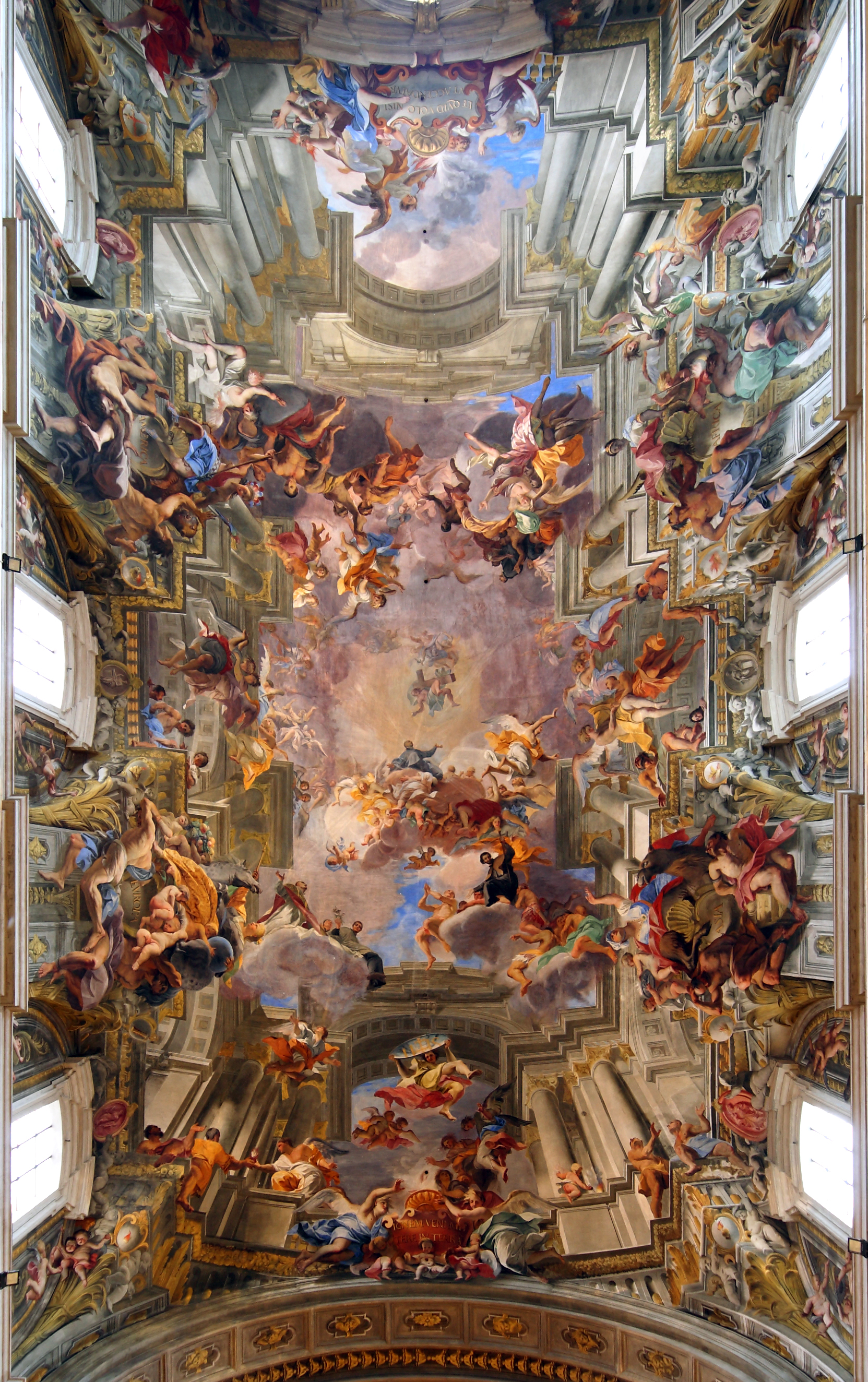
Apothéose de saint Ignace, fresque en trompe-l'œil d'Andrea Pozzo à Saint-Ignace de Rome.

L'art jésuite, ou art des Jésuites, est un mouvement esthétique lié à la Contre-Réforme catholique et propre à la Compagnie de Jésus. Né durant la seconde moitié du XVIe siècle, il se confond à ses débuts avec le baroque dont il reste très proche.
Il s'agit avant tout d'un art 'apostolique', c'est-à-dire au service de la propagation de la foi qui apparaît au lendemain du concile de Trente et va de pair avec l'essor de la Compagnie de Jésus. De par l'architecture et la décoration de leurs édifices, les Jésuites souhaitent transmettre un message chrétien, d'une manière aussi visuelle et agréable que possible. Ainsi la peinture et la gravure emploient-elles volontiers la perspective et le trompe-l'œil pour donner l'illusion de la réalité. C'est en ce sens qu'Ignace de Loyola, fondateur de la Compagnie de Jésus, a voulu que ses Exercices spirituels soient accompagnés d'illustrations; c'est ainsi, également, qu'a procédé le frère jésuite Andrea Pozzo en peignant la voûte de Saint-Ignace de Rome.

## Architecture jésuite
La plupart des églises dites « de style jésuite » prennent modèle sur celle qui fut la première, l'Église du Gesù, à Rome, mise en chantier du vivant de saint Ignace même, dont la façade fut dessinée par Giacomo della Porta (1584). Toutefois, l'extrême diversité des pays et des régions où œuvrent des missions jésuites produit un art qui, tout en gardant des aspects baroques, s'adapte aux conditions et cultures locales, telles les réductions en Amérique latine.

Façades dans la tradition du modèle dit jésuite
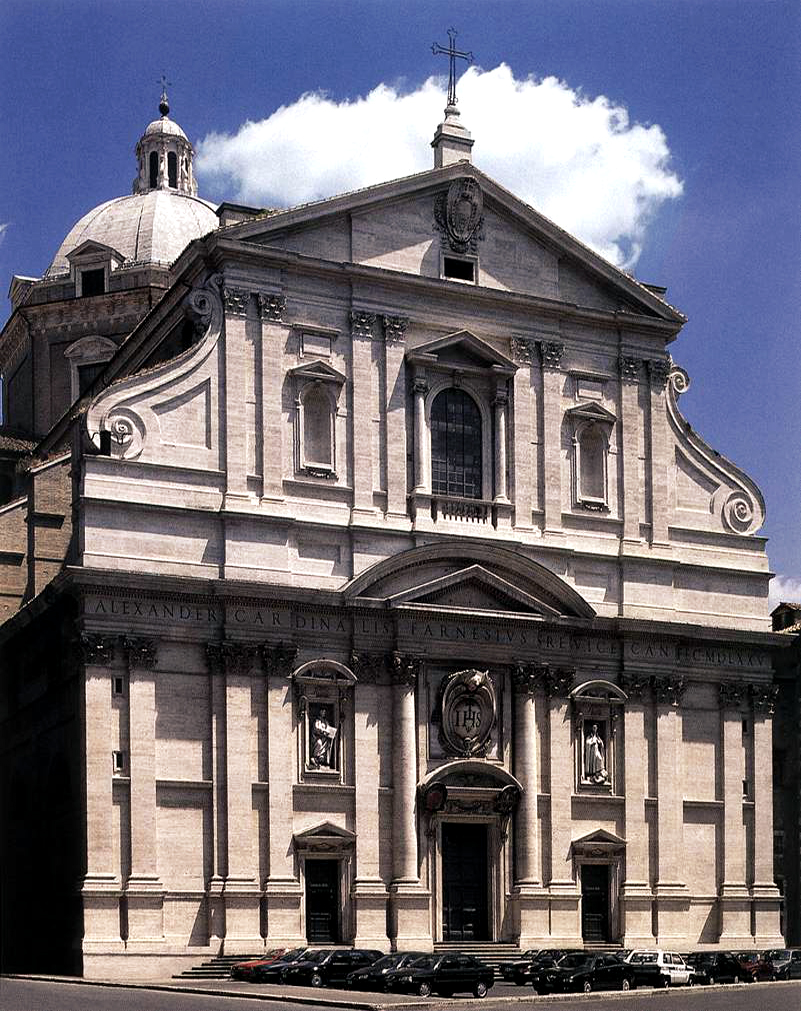
Église du Gesù à Rome (après 1584).
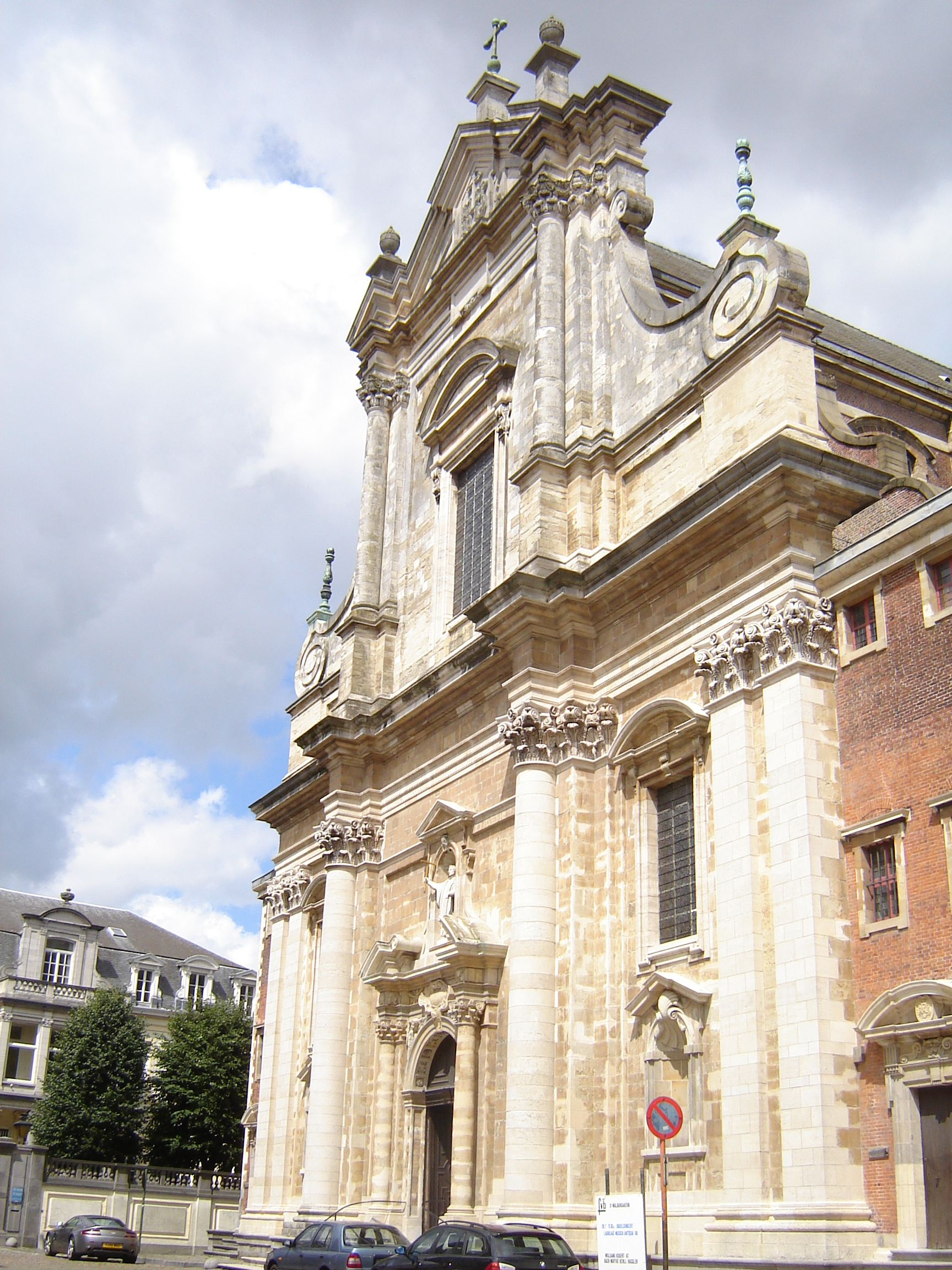
Église Sainte-Walburge de Bruges (1619-1643).
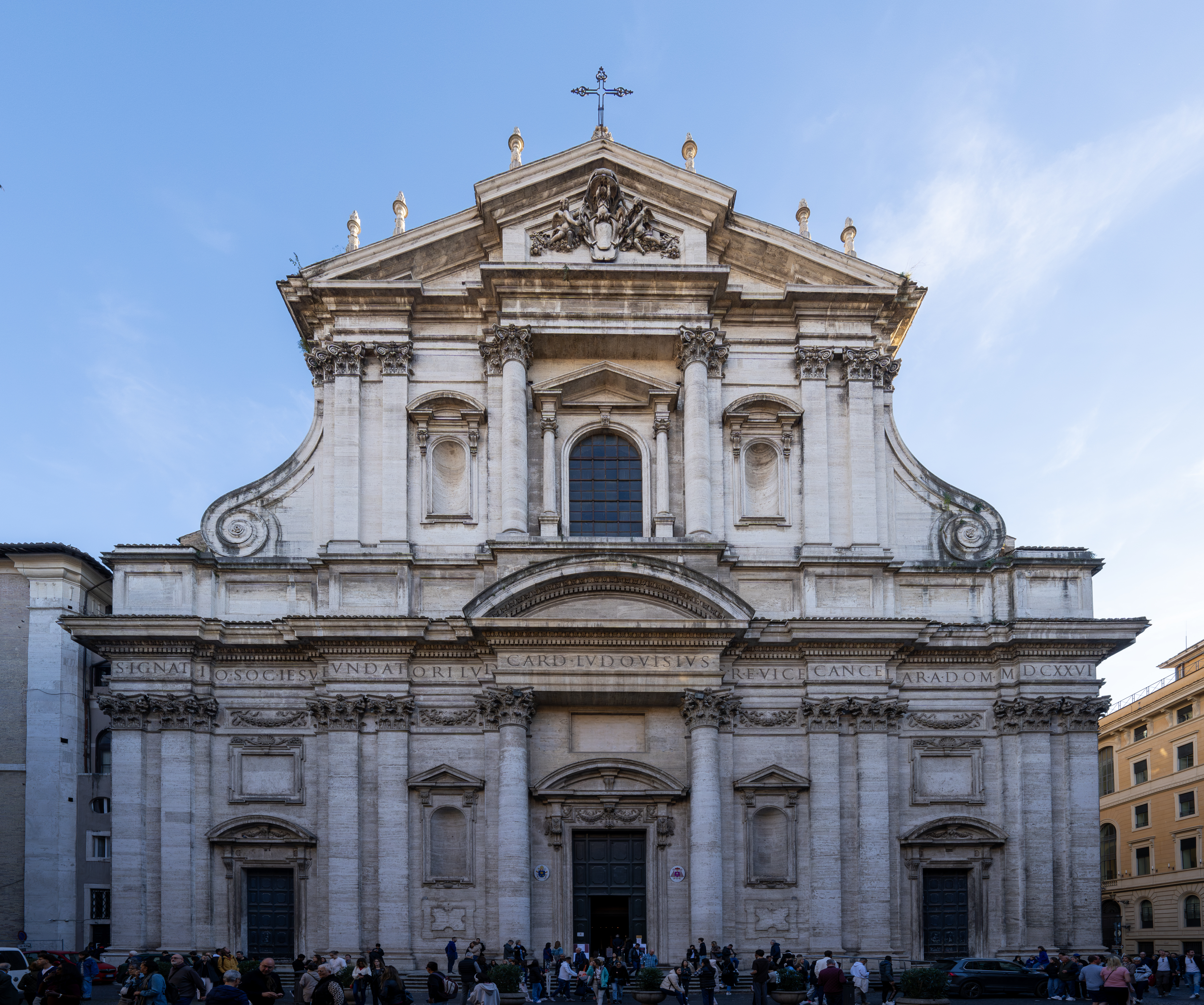
Église Saint-Ignace-de-Loyola de Rome (1626).
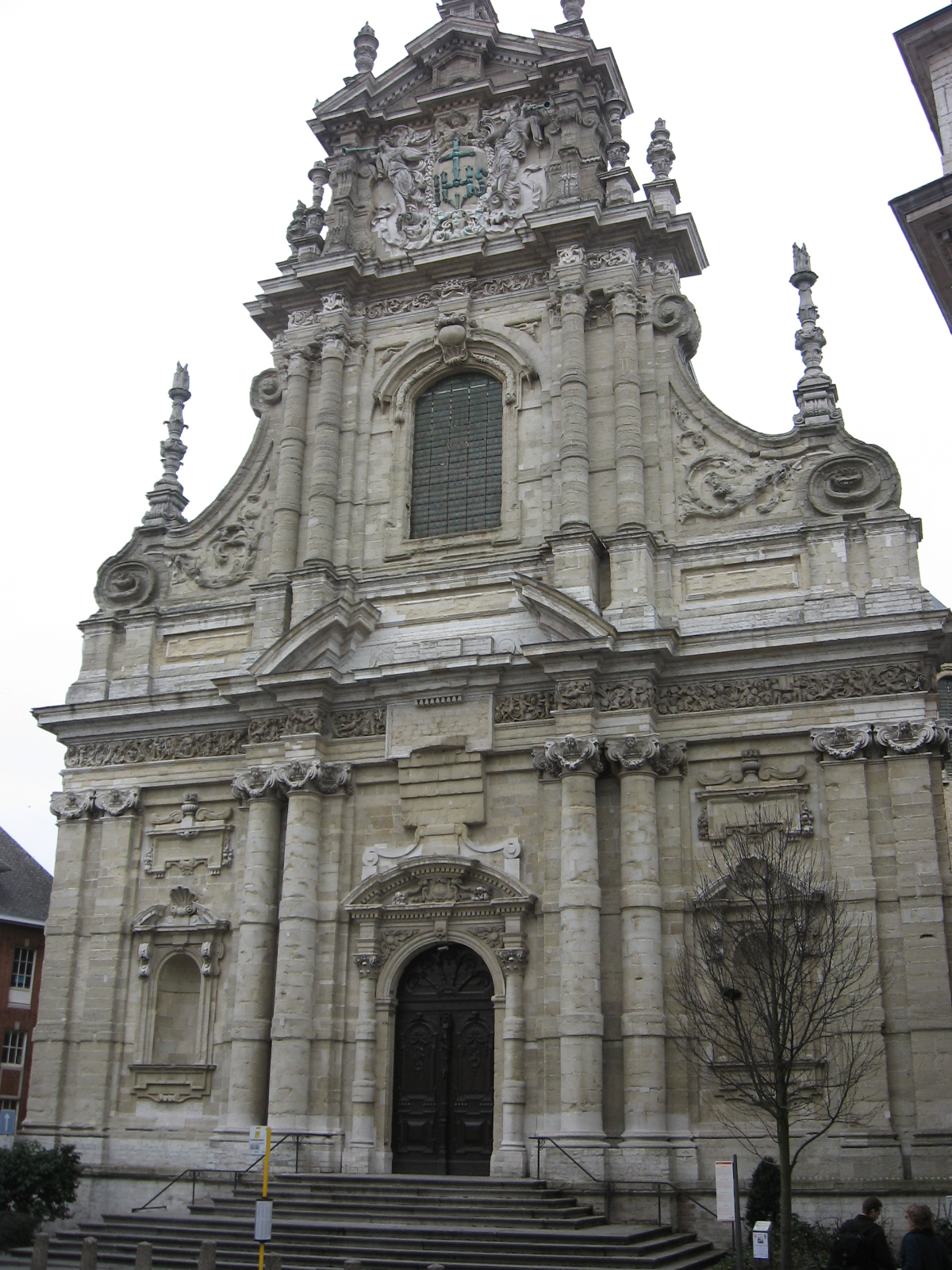
Église Saint-Michel de Louvain (1650-1666).

## Peinture Jésuite
La peinture baroque a longtemps été considérée comme d’essence jésuite, notamment à cause de l’image d’Épinal de milice papale collant à la Compagnie. Or, la recherche, renouvelée durant les dernières décennies en ce qui concerne l’histoire religieuse, a démontré que le postulat était faux : de la même façon que le discours jésuite est adapté aux diverses populations, les formes de la peinture jésuite évoluent dans le temps pour accompagner les évolutions esthétiques à travers les époques. De plus, la notion même de baroque, autrefois étendue au continent européen, est aujourd’hui analysée en fonction des territoires nationaux. Divers jésuites sont peintres, et des peintres sont proches de la Compagnie : les influences se nourrissent mutuellement, enrichissant les formes d’expression picturales de l’Ordre, balayant l’éventail des styles de la Renaissance et du maniérisme italien au classicisme français, en passant par les grandiloquences flamandes. On trouve entre autres parmi les premiers Andrea Pozzo, mais également Jacques Nicolaï, et dans les seconds s’illustrent Pierre Paul Rubens et Nicolas Poussin. 

## Gravure Jésuite
La gravure s’avère un support tout à fait utile pour les jésuites ; dans la même dynamique que l’imprimerie, elle permet de diffuser rapidement et en grand nombre, autant sur feuilles volantes qu’en recueils, des illustrations du discours spirituel jésuite. Elle est utilisée selon deux axes : comme support de méditation et comme outil missionnaire. Le recueil des Evangelicae Historiae Imagines de Jérôme Nadal sert très précisément de support visuel aux méditations des Exercices spirituels d’Ignace de Loyola : à la demande du fondateur de la Compagnie de Jésus, Jérôme Nadal lance un projet de recueil illustré, auquel participeront notamment les frères Wierix, graveurs, à partir de dessins d’artistes italiens. Il n’en verra pas la fin. Les Imagines connaissent une forte fortune critique, surtout lorsque le recueil sort de la « petite » sphère jésuite pour être distribué parmi les laïcs.
D’autres recueils s’inspirent de l’organisation des Imagines et de leur iconographie, mais servent un autre but : dans les baluchons des missionnaires, ces gravures diverses, reliées ou sur feuilles volantes, soutiennent la parole pastorale et sont utilisées pour affecter émotionnellement les populations, surtout lorsque la langue fait barrage en mission extra-européenne.